# ایوا (متال گیر)
ایوا (به انگلیسی: EVA) که تحت عنوان‌های تاتیانا و بیگ ماما نیز شناخته می‌شود، یک شخصیت ساختگی در سری بازی‌های ویدئویی متال گیر شرکت کونامی است که توسط هیدئو کوجیما خلق شده‌است. او زادهٔ ۱۵ مه سال ۱۹۳۶ در مریدیان، آیداهو است. ایوا برای اولین بار در نسخه متال گیر سالید ۳: اسنیک ایتر واقع شده در سال ۱۹۶۴ معرفی شد. او یک زن جاسوس کاگ‌ب بود که در کنار بیگ باس در مأموریت اسنیک ایتر به فعالیت می‌پرداخت. او در این مأموریت برای شناخته نشدن قصد کشتن آسلات را داشت اما توسط بیگ باس متوقف می‌شود. ایوا در نسخهٔ متال گیر سالید: پرتابل آپس نیز به عنوان شخصیتی قابل به خدمت گرفتن از طریق انجام عملیات‌های غیر اصلی حضور دارد. او با آنکه در متال گیر سالید: رهرو صلح حضور ندارد، اما با بیگ باس از طریق ارسال نوار کاست با ارتش خصوصی او در ارتباط است. کودکان شبیه‌سازی شده «پروژه کودکان سرکش» (Les Enfas Terribels)، برای پرورش در داخل بدن ایوا قرار گرفتند، که حاصل آن سه پسر به نام‌های سالید اسنیک، لیکوئید اسنیک و سالیدوس اسنیک بودند.
ایوا بعدها به اروپای شرقی پا به فرار گذاشت و در متال گیر سالید ۴: سلاح‌های میهن‌پرستان با نام مستعار بیگ ماما به عنوان رهبر گروه مقاومت ضد میهن‌پرستان پدیدار شد.